# Sabanilla (Montes de Oca)
Sabanilla es el segundo distrito del cantón de Montes de Oca, en la provincia de San José, de Costa Rica.
El distrito se caracteriza por su alta concentración habitacional y por tener gran cercanía con universidades importantes del país.

## Toponimia
El nombre de Sabanilla viene del diminutivo de sabana, ya que el área en sus orígenes era una zona libre de árboles y su follaje, en donde se asentaron sus pobladores.

## Historia
A finales del siglo XIX, finaliza la construcción de la Iglesia San Ramón Nonato. La construcción del templo fue promovida por el Monseñor Bernardo Augusto Thiel, segundo obispo de Costa Rica entre 1880 y 1901, durante una visita al pueblo cafetalero de Sabanilla cerca de 1890.

## Ubicación
Se ubica en el centro del cantón y limita al norte con el cantón de Goicoechea, al oeste con los distritos de San Pedro y Mercedes y al este con el distrito de San Rafael.

## Geografía
Sabanilla cuenta con un área de 1,79 km² y una altitud media de 1305 m s. n. m.

## Demografía

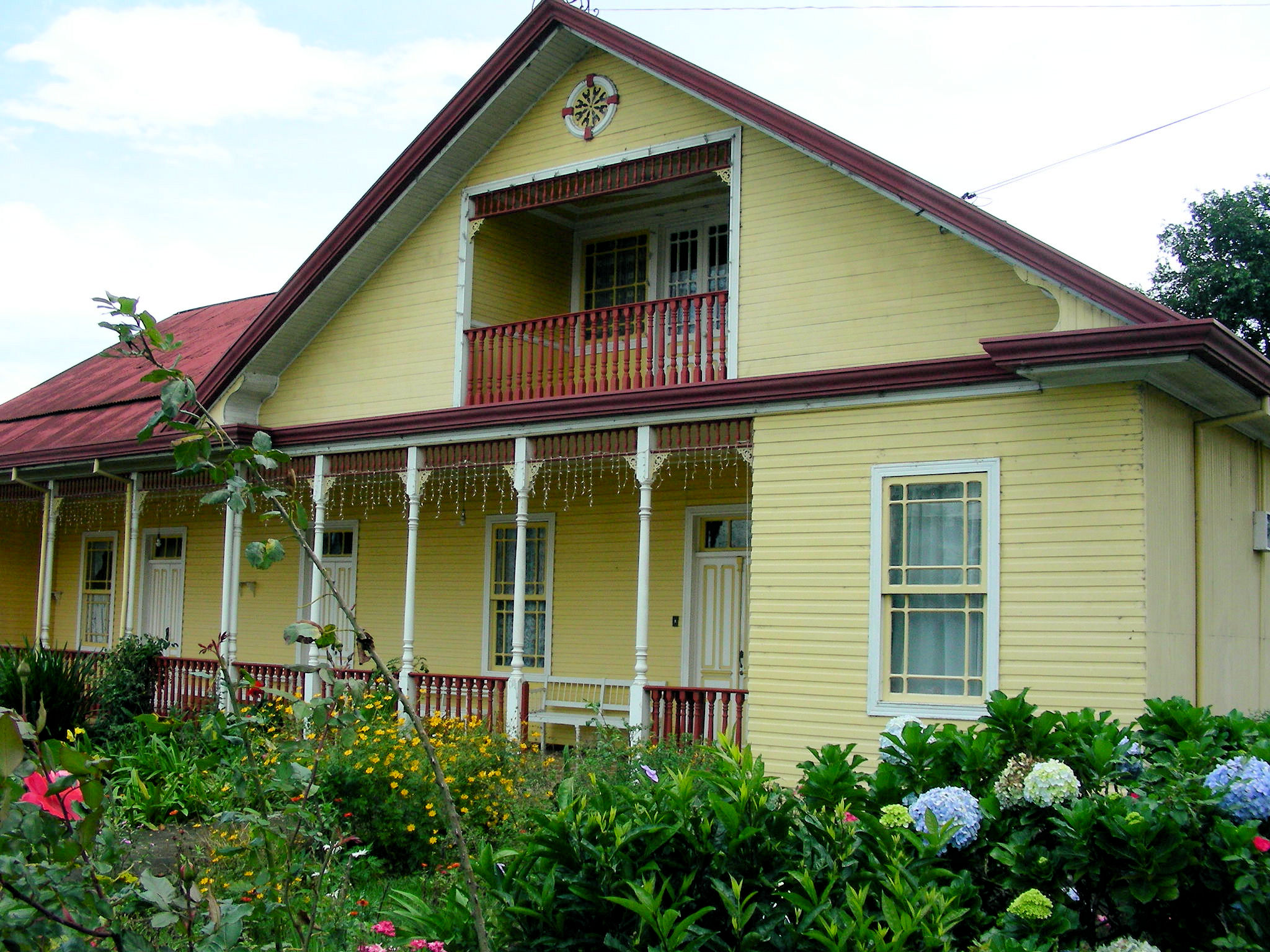
Casa de madera en Sabanilla.

Para el año 2022, Sabanilla cuenta con una población estimada de 11 712 habitantes, y para el último censo efectuado, en 2011, Sabanilla contaba con una población de 10 775 habitantes.

## Localidades
- Barrios: Arboledas, Bloquera, Cedros, Damiana, El Cristo (parte), El Rodeo, Emmanuel, Españolita, Frutos Umaña, La Familia, Luciana, Málaga, Maravilla, Marsella, Paso Real, Prado, Prados del Este, Rosales, Sabanilla (centro), San Marino, Toscana, Tulin.

## Cultura

### Educación
- Colegio Campestre
- Colegio de Cedros
- Colegio Metodista
- Escuela José Figueres Ferrer

### Sitios de interés
- Cristo de Sabanilla
- Iglesia de San Ramón Nonato

## Transporte

### Carreteras
Al distrito lo atraviesan las siguientes rutas nacionales de carretera:
- Ruta nacional 202
- Ruta nacional 203

## Concejo de distrito
El concejo de distrito de Sabanilla vigila la actividad municipal y colabora con los respectivos distritos de su cantón. También está llamado a canalizar las necesidades y los intereses del distrito, por medio de la presentación de proyectos específicos ante el Concejo Municipal. El presidente del concejo del distrito es el síndico propietario de la Coalición Gente de Montes de Oca, Dennis Arturo Rodríguez Sibaja.
El concejo del distrito se integra por:
| #                       | Partido                          | Nombre                         |
| Síndico propietario     | Síndico propietario              | Síndico propietario            |
| ----------------------- | -------------------------------- | ------------------------------ |
| 1                       | Coalición Gente de Montes de Oca | Dennis Arturo Rodríguez Sibaja |
| Síndico suplente        |                                  |                                |
| 2                       | Coalición Gente de Montes de Oca | Carolina Monge Castilla        |
| Concejales propietarios |                                  |                                |
| 3                       | Coalición Gente de Montes de Oca | Francisca Raventos Vorst       |
| 4                       | Partido Unidad Social Cristiana  | Ana Victoria Quesada Aguilar   |
| 5                       | Partido Liberación Nacional      | Gloriana Flores Bravo          |
| 6                       | Partido Avance Montes de Oca     | Lucía Blanco Córdoba           |
| Concejales suplentes    |                                  |                                |
| 7                       | Coalición Gente de Montes de Oca | Irene Ávalos Monge             |
| 8                       | Partido Unidad Social Cristiana  | Jorge Gerardo Rodríguez Vindas |
| 9                       | Partido Liberación Nacional      | Danilo Rodríguez Arias         |
| 10                      | Partido Avance Montes de Oca     | Jorge Luis Fonseca Mesén       |